# Albert Roussin
Albert Edmond Louis Roussin, né à Brest le 2 août 1821 et mort à Paris le 28 septembre 1896, est un vice-amiral et homme politique français.

## Biographie
Fils de l'amiral de France Albin Roussin, il entre à l'École navale en octobre 1836 et en sort aspirant de 2e classe en septembre 1838. Il sert alors sur la Néréide dans l'escadre de l'amiral Baudin au Mexique et prend part aux batailles de Saint-Jean-d'Ulloa (27 novembre) et de Veracruz (5 décembre 1838).
Passé sur le Neptune en escadre d'évolutions (septembre 1838), il est en avril 1840 sur la Comète à Constantinople et au Levant. Nommé aspirant de 1re classe en novembre, il sert sur la Belle-Poule en avril 1841 en tant qu'aide de camp du prince de Joinville et fait alors campagne en Hollande, dans les mers du Nord, à Terre-Neuve, aux États-Unis et au Portugal. 
En mai 1842, il embarque sur la Danaé en Méditerranée puis dans l'Atlantique Sud et au Brésil et est promu enseigne de vaisseau en novembre. Il est alors transféré sur la Sirène (juillet 1843) à la division des mers de Chine puis sur le vapeur Etna (septembre 1845) à la station d'Algérie et de Tunisie. 
Lieutenant de vaisseau (septembre 1846), il sert en décembre sur la frégate yacht royal Gomer puis en mai 1847 sur l'Iéna en escadre d'évolutions et en juillet 1850 sur le Friedland. 
Aide de camp de son père (1852), il commande en mai 1853 le Solon en escadre de Méditerranée et participe à la guerre de Crimée sur ce bâtiment. Il reçoit en juin 1854 et en février 1855, deux témoignages de satisfaction pour avoir réprimé des troubles au Mont Athos, en Thessalie et en Macédoine. 
Capitaine de frégate (décembre 1854), chef d'état-major de l'amiral Pénaud (avril 1855) sur le Tourville dans l'escadre de la Baltique, il participe au bombardement de Sweaborg. En mars 1857, il commande l'Averne et la station des Bouches-du-Rhône où il obtient deux nouveaux témoignages de satisfaction. Promu capitaine de vaisseau (mars 1859), membre du Conseil des travaux et du Comité hydrographique, il commande ensuite les vaisseaux Montebello (mars 1862), Solférino (avril 1863) et Ville-de-Paris (août 1864) en escadre de Méditerranée. 
Aide de camp et chef d'état-major du ministre Chasseloup-Laubat (août 1865), il dirige les mouvements de la flotte et les opérations militaires et reçoit en novembre 1866 le commandement de la division du littoral nord sur le Daim. 
Contre-amiral (septembre 1870), chef d'état-major du ministre et chef de cabinet et des mouvements (décembre 1870-février 1871), il commande en août 1872, en chef, la division navale du Pacifique sur l' Atalante et reçoit en 1874 deux témoignages de satisfaction. De nouveau chef d'état-major et chef de cabinet du ministre (mars 1876-janvier 1877), il est nommé en janvier 1877 sous-secrétaire d’État chargé du cabinet, des mouvements et des opérations. 
Promu vice-amiral en septembre 1877, il devient Ministre de la Marine et des Colonies le 23 novembre, fonction qu'il occupe jusqu'au 13 décembre 1877. Préfet maritime de Cherbourg, membre du Conseil d'Amirauté (mars 1879), président du Conseil des travaux (octobre 1879), siégeant au Comité de défense et aux commissions supérieures de l'artillerie et du génie, il prend sa retraite en août 1886 et se présente, sans succès, aux élections sénatoriales dans la Manche en janvier 1887. 
Mort le 28 septembre 1896 en son domicile dans le 8e arrondissement de Paris, il est inhumé au cimetière du Père-Lachaise (45e division).

## Récompenses et distinctions
- Chevalier, Officier, Commandeur (14 août 1866) puis Grand Officier (5 décembre 1876).
- Un canot de sauvetage de Molène a porté son nom (1894-1950)
- Une rue d'Arc-sur-Tille, de Dijon et de Paris, portent son nom.